# 1472 w polityce
Wydarzenia polityczne w 1472 roku.

## Urodzili się
- 15 lutego Piotr, władca Florencji z rodu Medyceuszy[1].